# Ophrys apicula
Ophrys apicula är en orkidéart som beskrevs av Johann Carl Karl Schmidt och Heinrich Gustav Reichenbach. Ophrys apicula ingår i ofryssläktet, och familjen orkidéer. Inga underarter finns listade i Catalogue of Life.